# Aljona
Aljona (ukrainisch: Альóна oder Ольóна; russisch: Алёна; auch als Aliona oder Alyona transkribiert) ist eine Variante des Vornamens Helena.

## Bekannte Namensträgerinnen
- Aljona Wladislawowna Adanitschkina (* 1992), russische Triathletin
- Aljona Igorewna Arschinowa (* 1985), russische Politikerin
- Aljona Jewgenjewna Aschtscheulowa (* 1988), russische Naturbahnrodlerin
- Aljona Asjornaja (* 1966), russische Malerin
- Aljona Leonidowna Blochina (* 1993), russische Handballspielerin
- Aljona Bondarenko (* 1984), ukrainische Tennisspielerin
- Aljona Wiktorowna Iljinych (* 1991), russische Biathletin
- Aljona Olegowna Iwantschenko (* 2003), russische Radrennfahrerin
- Aljona Wladimirowna Kartaschowa (* 1982), russische Ringerin
- Aljona Lanskaja (* 1985), belarussische Popsängerin
- Aljona Igorewna Leonowa (* 1990), russische Eiskunstläuferin
- Aljona Malets (* 1987), estnische Fußballspielerin
- Aljona Jewgenjewna Polunina (* 1975), russische Filmregisseurin
- Aljona Sasova (* 1988), estnische Fußballspielerin
- Aljona Savchenko (* 1984), deutsche Eiskunstläuferin ukrainischer Herkunft
- Aljona Igorewna Sawarsina (* 1989), russische Snowboarderin
- Aljona Sawranenko (* 1991), ukrainische Rapperin, siehe Alyona Alyona
- Aljona Sergejewna Schilenko (* 1989), russische Crosslauf-Sommerbiathletin
- Aljona Wiktorowna Sidko (* 1979), russische Skilangläuferin
- Aljona Wassiljewna Starodubzewa (* 1985), russische Ringerin
- Aljona Woinowa (* 1975), russische Sand-Animations-Künstlerin